# تون قرظ
تون قرظ بن تون عبد المجيد (توفي في 11 مارس 1806) هو البندهارا الثالث والعشرون والأخير لسلطنة جوهر، وثالث راجا بندهارا لولاية فهغ، حكم من 1803 إلى 1806.

## سيرته
تون قرظ هو الابن الثالث للبندهارا الحادي والعشرين لجوهر تون عبد المجيد، وصل تون قرظ بعد وفاة شقيقه الأكبر تون محمد الذي غرق في البحر قبالة سواحل إندو.
تذكر المراجع أن تون قرظ قد قام بذبح رفقاء تون محمد في السفينة الذين هربوا بحياتهم من حطام السفينة؛ بحجة أنهم لم يموتوا مع أميرهم، وكان عددهم 40، حيث ذبحهم جميعًا عندما وصلوا إلى بيكان، باستثناء اثنين، حيث طعنهم حتى الموت بكريس طويل. أكسبته معاملته للناجين من حطام السفن سمعة عن قسوته.
كانت فترة حكمه قصيرة. توفي عام 1806، تاركًا وراءه ولدين وابنة. وخلفه ابنه تون علي.